# Rumjana Kołarowa
Rumjana Kołarowa, bułg. Румяна Коларова (ur. 10 czerwca 1956 w Sofii) – bułgarska socjolog i nauczyciel akademicki, w 2014 minister edukacji i nauki.

## Życiorys
Absolwentka socjologii na Uniwersytecie Sofijskim im. św. Klemensa z Ochrydy, gdzie następnie obroniła doktorat. Kształciła się także w London School of Economics, New School for Social Research i Europejskim Instytucie Uniwersyteckim we Florencji. Zawodowo związana z sofijskim uniwersytetem, gdzie została kierownikiem katedry politologii i dyrektorem studiów z zakresu integracji europejskiej.
W grudniu 2013 prezydent Rosen Plewneliew powołał ją na sekretarza do spraw społeczeństwa obywatelskiego. W sierpniu 2014 objęła urząd ministra edukacji i nauki w przejściowym gabinecie, którym kierował Georgi Bliznaszki. Sprawowała go do czasu powołania nowego rządu w listopadzie tego samego roku, powracając następnie do pracy w administracji prezydenta.